# Claustro de Santo Domingo (Inca)
El claustro de Santo Domingo es un convento situado en la ciudad española de Inca, en la isla de Mallorca. Es uno de los lugares más turísticos de la localidad y representa al mismo tiempo un punto importante para la vida social y cultural tanto de la ciudad como de la comarca. Fue declara Bien de Interés Cultural en 1994.Su situación en el centro de la ciudad y la buena comunicación que tiene con el resto de la ciudad favorece su visita.

## Historia
El claustro de Santo Domingo lo compone el convento y la iglesia del mismo nombre, que se sitúa a su lado. El antiguo convento de los dominicos en Inca se fundó en el año 1604. La iglesia (1664-1689) es barroca y fue convertida en parroquia en 1962. Tiene planta de nave única dividida en cinco tramos y capillas laterales. La cubierta es de bóveda de medio cañón. La fachada, forrada de piedra viva, es totalmente lisa y tiene un rosetón en el centro. La única decoración se encuentra en la portada, formada por dos pilastras estriadas con capiteles jónicos sobre las que reposa el entablamento. Encima, un nicho contiene la imagen de la Virgen dando el rosario en Santo Domingo.
En el interior de la iglesia destacan los retablos del siglo XVI, y los retablos barrocos del Rosario, el de San Vicente Ferrer y el de las Almas (siglo XVII).
El claustro (1730) tiene forma cuadrangular con siete arcos rebajados a cada uno de los lados, aguantados por columnas de piedra con capiteles jónicos. El interior de las cuatro galerías se cubre con vigas, si bien en los ángulos aparece la bóveda de arista. Su uso ha variado mucho a lo largo de la historia, al principio era una iglesia, poco a poco fue cogiendo otros usos, y a lo largo de la guerra civil española se empleaba como cárcel. Un uso muy poco frecuente de este tipo de construcción fue, a lo largo del siglo XIX, el de plaza de toros. La situación actual es muy diferente, hoy en día podemos encontrar: Biblioteca Municipal, Sala de exposiciones, Sala de conferencias y diferentes servicios municipales.